# At Your Funeral
«At Your Funeral» (укр. На твоїх похованнях) — сингл американського рок-гурту Saves the Day з альбому Stay What You Are 2001 року. До пісні було відзнято відеокліп.

## Відео
Відео було відзняте на початку 2002 року. На початку відео показано вокаліста гурту Кріса Конлі самого в порожньому будинку. Пізніше, коли він підходить до камери, позаду нього з'являються різні люди та показано різні події такі як народження дитини, сімейний обід, розваги та вечірки. Наприкінці відео показано, як після поховання людини її родичі забирають з будинку всі речі, що там знаходилися, і після цього вокаліст зникає з кадру, а в порожню оселю засиляється нова пара: чоловік та вагітна жінка.
Головна особливість пісні — повторення тих-самих семи рядків протягом усієї композиції.